# Màlenke
Màlenke (en (ucraïnès): Маленьке, en rus: Маленькое, Màlenkoie) és un poble de la República Autònoma de Crimea a Ucraïna, que el 2014 tenia 1.546 habitants. Pertany al districte de Simferòpol.